# Lebakwangi (Pagedongan)
Lebakwangi is een bestuurslaag in het regentschap Banjarnegara van de provincie Midden-Java, Indonesië. Lebakwangi telt 3797 inwoners (volkstelling 2010).